# Antti Heinola
Antti Heinola (Helsínquia, 20 de março de 1973) é um futebolista finlandês que já atuou no HJK, FC Emmen, Heracles Almelo, e no QPR.